# Oskärpa
Oskärpa är inom fotografi ett fenomen där bilden blir suddig. Detta kan bero på ett flertal olika faktorer, till exempel att motivet ligger utanför skärpedjupet, att det rör sig för snabbt i förhållande till slutartiden (rörelseoskärpa) samt zoomoskärpa, som uppkommer genom att man zoomar under själva exponeringsfasen.
Oskärpa används ibland medvetet artistiskt för att till exempel framhäva rörelse. Syftet kan även vara att minska risken att en händelserik bakgrund stjäl uppmärksamhet från motivet.